# Detroit Pistons 1981-1982
La stagione 1981-82 dei Detroit Pistons fu la 33ª nella NBA per la franchigia.
I Detroit Pistons arrivarono terzi nella Central Division della Eastern Conference con un record di 39-43, non qualificandosi per i play-off.

## Roster
| N° | Naz.                   | Ruolo | Sportivo       | Anno | Alt. | Peso |
| -- | ---------------------- | ----- | -------------- | ---- | ---- | ---- |
| 7  | Stati Uniti (bandiera) | GA    | Kelly Tripucka | 1959 | 198  | 100  |
| 10 | Stati Uniti (bandiera) | G     | Glenn Hagan    | 1955 | 183  | 77   |
| 11 | Stati Uniti (bandiera) | G     | Isiah Thomas   | 1961 | 185  | 82   |
| 15 | Stati Uniti (bandiera) | G     | Vinnie Johnson | 1956 | 188  | 91   |
| 15 | Stati Uniti (bandiera) | G     | Larry Wright   | 1954 | 185  | 73   |
| 22 | Stati Uniti (bandiera) | GA    | Jeff Judkins   | 1956 | 198  | 84   |
| 24 | Stati Uniti (bandiera) | A     | Alan Hardy     | 1957 | 201  | 88   |
| 25 | Stati Uniti (bandiera) | GA    | John Long      | 1956 | 196  | 88   |
| 30 | Stati Uniti (bandiera) | G     | Ron Lee        | 1952 | 193  | 88   |
| 32 | Stati Uniti (bandiera) | A     | Kenny Carr     | 1955 | 201  | 100  |
| 32 | Stati Uniti (bandiera) | A     | Greg Kelser    | 1957 | 201  | 86   |
| 35 | Stati Uniti (bandiera) | AC    | Phil Hubbard   | 1956 | 203  | 98   |
| 40 | Stati Uniti (bandiera) | C     | Bill Laimbeer  | 1957 | 211  | 111  |
| 41 | Stati Uniti (bandiera) | GA    | Terry Tyler    | 1956 | 201  | 98   |
| 42 | Stati Uniti (bandiera) | AC    | Edgar Jones    | 1956 | 208  | 102  |
| 44 | Stati Uniti (bandiera) | AC    | Paul Mokeski   | 1957 | 213  | 113  |
| 52 | Stati Uniti (bandiera) | C     | Steve Hayes    | 1955 | 213  | 93   |
| 54 | Stati Uniti (bandiera) | C     | Kent Benson    | 1954 | 208  | 107  |

## Staff tecnico
- Allenatore: Scotty Robertson
- Vice-allenatore: Don Chaney